# Kunai
Das Kunai (jap. くない bzw. in Kanji 苦無, etwa "mühe-/schmerzlos"  oder 苦内 etwa "innere Mühe")  ist ein "Vielzweckgerät" des alten Japans. Es entstand in der Feudalzeit und wurde hauptsächlich von Zimmerleuten und anderen Handwerkern genutzt.

## Beschreibung
Das Kunai hat eine zweischneidige, lange und keilförmige Klinge. Es ist aus weicherem Metall geschmiedet und nicht sehr scharf, da es häufig genutzt wurde, um harte Dinge (Holz, Ziegel aber auch Knochen) zu zerteilen und zu bearbeiten. Wäre es aus härterem Stahl, bestünde die Gefahr des Brechens, da harte Stähle zwangsläufig spröder sind als weiche. Die beim Hacken und Werfen auftretenden Schockbelastungen würden bei einer spröden Klinge zu Ausbrüchen an der Schneide oder zum Abbrechen der Spitze führen.
Der Griff ist mit Bändern umwickelt, und am Griffende befindet sich ein Ring, an welchem zum Beispiel ein Seil mit einem Gewicht oder Eisenring am Kunai befestigt wurde, wodurch ein Kunai-fundo (Seilmesser) entstand.
Da das Kunai ein sehr gängiges Werkzeug war, war es für Ninja leicht, es unauffällig bei sich zu tragen und als Waffe zu nutzen. Sie trugen es entweder in einer ledernen Scheide am Obi oder mit einem Seil diagonal um den Körper gebunden.
Durch diese Umstände bewährte sich das Kunai als Ninja-Waffe und verbreitete sich unter ihnen. Der Ninja konnte es als Einbruchswerkzeug, als Kletterhilfe oder als Waffe nutzen. Hierbei wurde es ähnlich wie das Kampfmesser Tantō eingesetzt. Das Kunai war aber im Gegensatz zum Tanto zweischneidig, woraus sich weitere Einsatzmöglichkeiten ergaben; außerdem konnte damit gegraben, gestochen, geschnitten, mit dem Griffende geschlagen und gehebelt werden. Manchmal wurde es als Wurfmesser und Speerspitze eingesetzt.